# 聖鬥士星矢 聖鬥少女翔
《聖鬥士星矢 聖鬥少女翔》為車田正美原作、久織知槙繪製的日本漫畫作品。於秋田書店的月刊漫畫雜誌《Champion RED》2013年9月號（2013年7月19日）先行連載，在10月號（2013年8月19日）正式連載。本作為漫畫《聖鬥士星矢》的外傳作品。
原作者車田正美亦在單行本漫畫的扉頁中表示「（自己）其實一直醞釀著關於貼身保護著聖處女雅典娜的聖鬥士少女隊的構思。如果能夠將同男性不同的少女的纖細一面表現出來就好了」。
2016年12月宣布即將動畫化的消息；2018年12月電視動畫正式播放。

## 劇情簡介
本作主要描述服侍和護衛女神雅典娜的彌下聖鬥士——「聖鬥少女（Saintia）」的故事。主人公則是其中一名聖鬥少女小馬座（Equuleus）的翔。
在身為雅典娜的城戶沙織以「銀河戰爭」的開幕為開端，覺悟到自己要為將在聖域蔓延的邪惡曝光於天下而戰的宿命後，她感覺到紛爭氣息的邪惡女神「紛爭女神 厄里斯」在彗星「雷帕鲁斯（Repulse）」的引導下再次襲擊地球為大地帶來流血般的混亂。身為雅典娜的侍女的聖鬥少女們爲了阻止厄里斯而與她展開漫長的激鬥。
本作的時間線，在翔成為聖鬥少女之前是原作中的【銀河戰爭篇】(Galaxian Wars)期間，成為了聖鬥少女之後是在【十二宮篇】之後。

## 登場人物

### 主要人物
小馬座 翔／翔子（Equuleus Shō / Shōko，声：鈴木愛奈（日本）；李昀晴（台灣）；何寶珊（香港））
必殺技：小馬流星拳
本作主角。前任小馬座聖鬥士響子的妹妹。尚未成為聖鬥少女前是日本私立流星學園中學部的學生。家裡是名為「兩星道場」的空手道場。性格活潑且大無畏。最初髮型是馬尾裝，成為聖鬥少女時則剪成短髮。
真正身份是聖鬥少女的首領亦是紛爭女神 厄里斯最初的人間體奧莉維亞之次女，跟姊姊響子出身於聖域。由於母亲被假冒教皇的雙子座 撒加所殺，所以被生母的友人兼孔雀座白銀女聖鬥士孔雀座 瑪尤拉給帶離聖域遠走他方。年幼時險被紛爭女神 厄里斯給襲擊時受到天蠍座 米羅的保護，令姐姐響子決心成為聖鬥少女的道路。
之後被辰巳德丸的親弟給收留成為其養女，之後在姐姐響子成為古拉杜財團優待生而失去音訊五年後，為了打聽姐姐響子的消息在財團最高領導人城戶紗織回到流星學園之時，前往沙織在學校裡的房間想要追問卻受到身為沙織的私人海豚座 美衣的拒絕。之後被厄里斯的手下邪精靈阿特的分身給襲擊時被成為聖鬥少女的姐姐響子所救。儘管在沙織的勸說下待在城戶邸仍遭到阿特的襲擊，因當初未能把握事態的沙織和美衣奮起反抗，但姐姐為保護自己而受傷還代替自己成為厄里斯的人間體，對自己的無為能力感到自責的同時令小宇宙覺醒，為了變強也要找回姐姐響子向紗織提出進行聖鬥少女的修行請求。之後為向據說短期內培育出幾名聖鬥士的孔雀座白銀女聖鬥士瑪尤拉接受訓練向戶隱連峰進發。雖然險些被願望之毒蠱惑，但以自身意志客服得到瑪尤拉的認同，在她的幫助下破除身為邪神人間體的詛咒而提升實力。在完成瑪尤拉和天鷹座 魔鈴的訓練後，為了拯救姊姊響子和沙織，決心身穿月之羽衣和戴上黃金髮簪前往伊甸園裏的厄里斯神殿。
小馬座 響子（Equuleus Kyōko，声：M·A·O（日本）；張雅婕（台灣）；劉惠雲（香港））
必殺技：小馬流星拳
翔子的姐姐。長髮，氣質成熟、性格沈穩。前任小馬座聖鬥士。即使選擇犧牲自己跟邪神同歸於盡也要守護妹妹翔子。
真實身份是聖鬥少女首領奧莉維亞之長女，出身於聖域，小时候與母亲和襁褓中的翔子一起生活。由於母亲被假冒教皇的雙子座 撒加所殺，所以被生母的友人兼孔雀座白銀女聖鬥士孔雀座 瑪尤拉給帶離聖域遠走他方。
五年前在妹妹翔子被紛爭女神 厄里斯給襲擊時被天蠍座 米羅所救，在受到米羅的話語激勵之下為了改變命運而變強和保護妹妹選擇成為聖鬥少女的道路。五年前被選拔為古拉杜財團的優待生前赴留學後就和親人失去聯繫。在翔子被厄里斯的手下邪精靈阿特的分身給襲擊時以聖鬥少女的姿態擊退對方，並於城户邸亦為保護翔子和沙織奮戰。但為保護被從邪精靈阿特高舉的黃金蘋果中出現的長翅膀的蛇襲擊的翔子而犧牲自己成為厄里斯的人間體。後来為了守護沙織與妹妹決心跟厄里斯同歸於盡，但反被對方給吞噬意识令其完全覺醒復活。
邪神 紛爭女神 艾莉斯（Eris，声：M·A·O（动画） / 小林優（广播剧）（日本）；張雅婕（台灣）；劉惠雲、曾秀清（本體）（香港））
長廣紛爭的邪惡女神。被封印於黃金蘋果中但藉着不祥彗星雷帕魯斯的引導襲擊地球，邪精靈們稱呼她為「母親大人」。。
在翔子的夢裡，以長翅膀的蛇和怪異的老婦人的姿態引誘翔子成為自己的人間體卻被響子給識破，但在米羅的阻撓下不得不放走翔子和響子。之後在手下阿特和沙織及聖鬥少女交戰之際，從阿特高舉的黃金蘋果之中出現的長翅膀的蛇貫穿掩護翔子的響子作為自己的人間體。
城戶 沙織（Kido Saori，声：水瀨祈（日本）；黃玉奇（台灣）；張頌欣（香港））
古拉杜財團的最高領導人，女神雅典娜的化身。從小接受英才教育，因此無需接受一般學業進修，但因年齡還處於義務教育期間，形式上在流星學園裡就讀並且擔任其學園的學生會長。在學校的時候大多都在學校最高層最深處的房間裡，不和一般學生接觸，但仍和一般學生穿著水手服。
自銀河戰爭開幕時就決心投身於戰鬥漩渦之中，但同時亦感覺到有些其他不同的異樣勢力在蠢蠢欲動。與翔子相遇之後感受到翔子的宿命和危機便留她在城戶邸卻仍遭受到邪精靈的襲擊。自身因仍然對戰鬥存在迷惘的同時未覺醒為女神雅典娜的事而陷入苦戰，即使如此在射手座艾俄洛斯的遺志幫助下扭轉劣勢卻無法阻止響子代替翔子成為厄里斯的人間體。之後准許翔子成為聖鬥少女的請求介紹她前往拜訪隱居於戶隱連峰的瑪尤拉接受訓練。與厄里斯一戰之際為了幫助翔子救出響子，過度燃燒自身的小宇宙從而導致小宇宙暫時消失變成普通人但後來恢复。目前被厄里斯給困禁中。
天蠍座 米羅（Scorpio Milo，声：關俊彥（动画） / 櫻井孝宏（广播剧）（日本）；張敦喻（台灣）；雷霆（香港））
必殺技：猩紅毒針(Scarlet Niddle)
得知紛爭女神 厄里斯復活之兆，為防範于未然，救下被封印於黃金蘋果內的厄里斯盯上作為寄生肉體的年幼的翔子和響子。然後向響子姐妹倆留下「人是擁有改變命運的力量」、「選擇被自身命運束縛或與之抗爭取決於自己」、「如果有直面宿命的覺悟的話就變強吧」等話語後消失。這些話令響子決心邁向成為聖鬥少女的道路。

### 聖鬥少女（Saintia）
海豚座 艾麗西亞·美衣·貝納特爾（Dolphin Alicia Mii Benethol，声：中島愛（动画） / Pile（广播剧）（日本）；邱佩轝（台灣）；黃昕瑜（香港））
必殺技：聖潔水滴（Angel Splash)；天堂漩渦（Heaven's Maelstorm )
優雅的捲髮少女跟比利时人背景。選拔為古拉杜財團的優待生，經過大約五年的修行成為聖鬥少女。兼任沙織的私人秘書和女傭，在流星學園時身穿水手服，在城戶邸則會穿上女僕裝工作。修養很好，廚藝也優秀。和響子一同為保護雅典娜和翔子，赤手空拳奮戰。本身的屬性為水。除了卡提亞會稱呼她為「艾麗西亞」之外，同伴都稱呼她為「美衣」。
小熊座 星曉鈴（Ursa Minor Xing Xiaoling，声：三森铃子（日本）；黃玉奇（台灣）；凌晞（香港））
必殺技：極天七星拳、極天煌煌拳
出身於雜技團的新加坡人國少女。因出色的才能而被選為聖鬥少女候補生，跟雜技團的好友幽芳分別。在翔子取得聖衣承認後，才取得小熊座聖衣畢業，是主角中最遲成為聖鬥少女的一位。
仙后座 艾薾達（Cassiopeia Elda，声：竹達彩奈（日本）；魏惠娥（香港））
必殺技：極限噴發（Greatest Eruption)、烈火熔岩雨（Burning Lava Rain）
智利人偏愛中性打扮，會在戰鬥中以電單車代步。入讀聖學院之前是上一任仙后座女戰士麗碧嘉所收養的孤兒。在歷經麗碧嘉一人力敵一眾暗黑聖鬥士而戰亡為此感到自責的同時極度追求強大的力量。憎恨殺害聖鬥少女候補生同伴的巨蟹座黃金聖鬥士迪斯馬斯克，卻又被他的強大與自由所吸引經歷曲折的成長之道。
北冕座 卡提亞（Corona Borealis Katya，声：森下由樹子（日本）；張雅婕（台灣）；詹健兒（香港））
必殺技：冰壁；寶石之淚（ Jewelic Tears)
乌克兰语有著及背長髮的少女，一度為聖鬥少女中的背叛者後回歸聖域。在厄里斯利用附身在其妹妹——原南十字星座候補生瑪妮亞身上的邪精靈給釋放的災厄中時被假冒教皇的雙子座黃金聖鬥士撒加所救，在聖域相處的過程中愛上他而背叛雅典娜。最终為了成就大義及取得月亮女神阿爾忒彌斯的信任和助力，在月之神殿中徹底捨棄對撒加的愛慕之情並忘記跟他的相關記憶。本身的小宇宙屬性為冰，與天鵝座、水瓶座的屬性相同，但在威力卻相對的要弱上許多。性格看似高傲冷漠，實為放不下妹妹瑪妮亞的事而自責所致，後期在再次與附身妹妹瑪妮亞的邪精靈戰鬥中，與妹妹瑪妮亞合作打敗對方及告別後才放下心結。
奧莉維亞（Olivia）
聖鬥少女的首領，響子與翔子之生母，兼孔雀座白銀女聖鬥士孔雀座 瑪尤拉的好友。肩頭有一隻神秘的貓頭鷹被稱為雅典娜的使者(其引導北冕座 卡提亞與仙后座 艾薾達前往越之神殿向月之女神 阿尔忒弥斯求助對抗紛爭女神 厄里斯)。
自述自己身上記載從神話時代開始的全部聖域情報與雅典娜的所有相關訊息，並揚言假冒教皇的雙子座 撒加不會對自己出手。即使被殺害，其遺體仍環繞着強大小宇宙而不腐。
十三年前負責看守與護衛著降臨於世間而襁褓中的女神雅典娜 城戶沙織，阻擋企圖行刺雅典娜的撒加一段時間。當射手座 艾俄洛斯接獲貓頭鷹的報信救走雅典娜的同時，自己彌下的聖鬥少女們被撒加所害，自己遭到殺害的同時遺體被撒加給藏匿於星樓，之後遺體被巨爵座 埃宋給帶走成為紛爭女神 厄里斯的人間體(因為自己本來是厄里斯的人間體)。為了拯救被厄里斯給囚禁的雅典娜沙織與長女響子，並在卡提亞拿到阿尔忒弥斯所贈與的月之羽衣和黃金髮簪時出現在翔子一行人的面前。用月之羽衣和黃金髮簪的力量修復翔子一行人的聖衣並將她們傳送至前往異次元的厄里斯神殿，消失前告訴翔子表達出自己一直關注著她與響子的成長。

### 黄金聖鬥士（Gold Saint）
射手座 艾俄洛斯（Sagittarius Aiolos，声：屋良有作（动画） / 梅原裕一郎（广播剧）（日本）；鄒韋（台灣）；劉奕希（香港））
已故。射手座的黄金圣斗士，艾奧里亞的哥哥，生前出手救下襁褓中的雅典娜卻受重傷，臨終前將雅典娜交託給城戶光政。在被邪精靈阿特壓制住的雅典娜面前，他的意志從射手座的聖衣箱里射出黃金箭形狀的小宇宙，令戰局形勢好轉。
獅子座  艾奧里亞（Reo Aioria，声：田中秀幸（动画） / 梅原裕一郎（广播剧）（日本）；吳愷笛（台灣）；李凱傑（香港））
獅子座的黄金圣斗士，艾俄洛斯的弟弟，早已察觉到圣域的异变和厄里斯的行动。
處女座  沙加（Virgo Shaka，声：三矢雄二（动画）（日本）；翟耀輝（香港））
處女座的黄金圣斗士，十二宫之战之后，协助雅典娜對抗厄里斯的手下邪靈士。
雙魚座  阿弗洛狄忒（Pisces Aphrodite，声：難波圭一（日本）；張敦喻（台灣）；陳耀楠（香港））
双鱼座的黄金圣斗士，曾出手幫助被教皇給扔入「異次元空間」的雅典娜。
巨蟹座  迪斯馬斯克（Cancer Deathmask，声：田中亮一（日本）；劉昭文（香港））
巨蟹座的黄金圣斗士，曾奉教皇的命令出手毀滅聖學院而被艾薾達所記恨，但自己的強大與自由吸引著她。
白羊座  穆（Aries Mu，声：山崎巧（日本）；吳愷笛（台灣）；蘇強文（香港））
白羊座的黄金圣斗士，十二宫之战之后，协助雅典娜對抗厄里斯的手下邪靈士。
金牛座  阿爾德巴朗（Taurus Aldebaran，声：玄田哲章（日本）；鄒韋（台灣）；陳永信（香港））
金牛座的黄金圣斗士，十二宫之战之后，协助雅典娜對抗厄里斯的手下邪靈士。
雙子座  撒加／教皇（Gemini Saga，声：置鮎龍太郎（日本）；鄒韋（台灣）；陳欣（香港））
雙子座的黄金圣斗士，曾暗殺真正的教皇並且取代其身分掌管聖域。
前教皇（former pope，声：置鮎龍太郎（日本）；李錦綸（香港））
前聖域的教皇，生前很期待艾俄洛斯和撒加的表現，卻在星之丘被撒加所殺。

### 青銅聖鬥士（Bronze Saint）
獨角獸座 邪武（Unicorn Jabu，声：石川英郎（日本）；張方正（香港））
在城戶邸向紗織報告已將聖衣帶回來的青銅聖鬥士其中一人。暗戀紗織，現在聖域擔任守城護衞。
天馬座 星矢（Pegasus Seiya，声：森田成一（日本）；梁偉德（香港））
原作主角之一。第五話銀河戰爭前遇到翔子,並給予鼓勵
天龍座 紫龍（Ryu Shiryu）
原作主角之一。第五話銀河戰爭中與星矢對戰
仙女座 瞬（Andromeda Syun，声：粕谷雄太（日本）；張裕東（香港））
原作主角之一。第六話銀河戰爭後回歸

### 白銀聖鬥士（Sliver Saint）
孔雀座 瑪尤拉（Pavo Mayura，声：佐藤利奈（日本）；吳羨婷（香港））
必殺技：秘義·絢翼天舞翔
翔子與響子生母奧莉維亞的友人，翔子的師父。隱居在戶隱連峰聖鬥士訓練者，平時全身包著繃帶戴著面具坐輪椅出現。
曾經是女鬥士頂點的存在。她在撒加殺害教皇和奧莉維亞之時保護響子翔子姊妹離開途中受襲重傷，後來將她們託付給巨爵座艾桑護送離開匙折返聖域冒險搜救重傷殘活的聖鬥少女。 之後隱居在日本戶隠連峰，一邊訓練親雅典娜派的聖鬥士也一邊暗中守護作為雅典娜女神轉世的城戶沙織。
盾牌座 尤安（Scutum，聲：逢坂良太（日本）；陳灝瑋（香港））
盾座的尤安
必殺技：星之引力（Astral Gravitation）
第五話出現，教皇派出的刺客。
南十字座 喬格（Southern Cross，聲：前野智昭（日本）；關令翹（香港））
南十字星的喬格
必殺技：精神雷擊（Geistig Blitz）
第五話出現，教皇派出的刺客。
天鷹座 魔鈴（Aquila Marine，聲：喜多村英梨（日本）；鄭麗麗（香港））
星矢的師父，瑪尤拉的友人，曾短暫替她訓練聖鬥少女們。

### 邪靈士（Ghost）
斗樹（Toki，聲：武內駿輔（日本）；關令翹（香港））
古拉杜财团派往世界各地的候补圣斗士之一。城户財團送往世界各地的一百名私生子之一，在以聖鬥士為目標的嚴峻的修煉日子中沒有放棄希望，心中僅有的一絲空隙卻被邪惡佔據成為厄里斯的部下。為了雅典娜 城户沙織復仇而襲擊城户別墅卻被邪武擊敗。最後感受到沙織的小宇宙恢復本來的意識清醒擺脱厄里斯的控制，化為雪滴花散落。
獵戶座(Orion)里格爾（Rigel，聲：加瀨康之（日本）；張裕東（香港））
必殺技：鬼火之躍(Ignis Fatuus Saltare)
死去的白銀聖鬥士轉生而成的邪靈士，曾對響子一見鍾情。
生前為猎户座的白银圣斗士。實力连黄金圣斗士也刮目相看。因为无法忘却与成为厄里斯容器的響子在一起的回忆，即使成为邪灵士也誓要陪伴她。
武仙座(Hercules)亞路傑狄（Argeti，聲：木村隼人（日本））
原武仙座的白银圣斗士。
银蝇座(Hercules)狄奥（Dio，聲：田所阳向（日本））
原银蝇座的白银圣斗士。
巨爵座 艾桑（Crater Aeson）
原巨爵座白銀聖鬥士，與原獵戶座白银圣斗士的里格爾有舊識的邪靈士，被其稱之為“大人”，十三年前遇到重傷的孔雀座 瑪尤拉，在瑪尤拉的苦衷時將響子與翔子帶出聖域。曾短暫撫養響子與翔子，最終將她們帶到日本親手交給城戶光政來保護。 其後自己繼續流亡被教皇的手下所殺。之後在厄里斯的協助下復活後成為邪靈士與裏格爾一同帶領翔子去見成為厄里斯的響子，神殿崩壞後之後行蹤不明。後來與瑪尤拉搶奪過奧莉維亞的遺體，在翔子和瑪尤拉打敗阿特後治好翔子的肉體傷並接手照顧瑪尤拉。

### 邪精靈（Dryad）
女神厄里斯的手下身穿邪靈衣(Leaf)。能利用人心中的空隙、慾望入侵其肉體及吞噬意識，以其外表迷惑其身邊的親人及友人們。當中不乏聖鬥士及聖鬥士候補生(包括聖鬥少女候補生)死去轉生成的邪靈士(Ghost)。平時躲在聖域東方的暗之伊甸園中
破滅(Ruin)阿特（Ate，聲：立花理香（日本）；邱佩轝（台灣）；黃玉娟（香港））
必殺技：百萬憎恨(Million Hatred)
掌管破滅的邪精靈，原型為藤蔓,自稱邪精靈的首領，性格嗜血與殘忍。
能藉著獲得彗星雷帕魯斯的力量來強化自己的力量。此外也有著一群和自己容貌一樣，稱之為「妹妹」的分身。但這些分身都比真身弱小。
最初襲擊藏匿於城戶邸的翔子並擊倒響子和美衣並將未覺醒成雅典娜的沙織逼入困境，但被化為小宇宙的射手座 艾奧洛斯的遺志所放出的黃金箭形狀的光射中。不過從自己手中的黃金蘋果中放出的長翅膀的蛇附身在響子的身上讓她成為厄里斯的人間體。在暗之伊甸園中被天蠍座 米罗以腥紅毒針給秒殺，在試圖吸收厄里斯神力時被邪灵士裏格爾以“不能再讓你吸收本已受傷的厄里斯大人的力量”的理由而被燒成灰燼。12宮篇後力量提升再度復活並出現在暗之伊甸園被牡羊座 穆以星光滅絕打敗。覺察到撒加吸收邪神小宇宙的舉動決定親自討伐對方，但先是與裏格爾和翔子對峙卻被厄里斯給阻止。在翔子前往破滅之山的過程中阻攔，但仍被瑪尤拉和翔子聯手打敗，最後拖着重傷的身軀請求厄里斯給予力量未果反被吸收。
惡意(Malice)艾默妮（Emoni，聲：高野麻里佳（日本）；羅孔柔（香港））
必殺技：惡意蝴蝶（malicious butterfly）、噩梦秘境（Fam nightmare）、狂乱之蝶（Frantic Butterfly）、狂乱之缚（Frantic bound）、无邪芳草（The innocent grass）
原型為堇菜花，隨着厄里斯復活也復活並長大、變強，懷中的熊娃娃變成兩個。
抱著名為米克的熊娃娃的幼女型邪精靈，在城戶別墅被美衣打敗。12宮篇後力量提升體型成長成人熊寶寶也變巨大,但被美衣再度打敗。在邪樹神殿裏再次對戰美衣並將她打傷，想要對美衣施下邪惡種子時被北冕座 卡提亞的阻止還受到她的嘲諷，為此大怒並穿上邪靈衣應戰卡提亞卻被美衣再次打敗，化為堇菜花飄散。
殺戮(murder)弗諾斯（Phonos，聲：野島健兒（日本）；曹啟謙（香港））
必殺技：麻痺蛛絲（Paralyze Silk）、;絕望之牙（Despaired Bite）
成年男性的邪精靈,原型為蜘蛛。也有自我陶醉的一面。
漫面中曾捕捉失去意识的翔子並且將她禁錮於的自己的庭院。在打算吸收翔子的生命力时被突然出现的天蠍座 米罗給秒杀。後來因厄里斯重新復活力量大增，但仍被翔子和星曉玲在奈落打敗。動畫中則是壓制住美衣和紗織，後來與翔子戰鬥負傷逃回暗之伊甸園被阿特給吸收與殺害。
瑪尼亞（Mania）
必殺技：黑暗之鏡（Mirror Darkness）、瘋狂毀滅（Crazy Destruction）
掌管瘋狂剛從人類轉生成邪精靈。外貌和衣裝都與小馬座 翔子相似對厄里斯極為忠誠以致忘掉自己的本名。奉厄里斯的旨意襲擊翔子還出言嘲諷她“背叛厄里斯大人還想得到你姐姐的温柔對待嗎”，更宣稱要“代替你做厄里斯大人的妹妹”，最初一度打暈翔子卻使對方憤怒的爆發出與厄里斯相似的小宇宙而被打飛；後披掛邪靈衣強調自己的意志後與翔子對拳，最終被拋棄邪神之力的翔子徹底打倒。臨終前希望翔子能打破厄里斯的苦惱而化為花瓣飄散。
迪絲諾美亞（Dysnomia）
必殺技：宇宙逆轉、不可侵犯區域（個人領域）、絕對禁閉
掌管無序、外型像美女型的邪精靈，在邪樹神殿之戰同一時期趁着大量邪靈士雜兵在聖門、墓地、十二宮等地佯攻時派出分身潛入聖域的慰靈室，想要利用寄宿着戰亡、生前強烈執念的遺體培養新的邪靈士。但分身被處女座 沙加給發現而被秒殺。其後與阿特交談中對沙加很感興趣也挑明瞭艾默妮的戰亡是對方暗中鼓動的。後來大肆破壞聖域與沙加展開思考對峙（身體貌似由小宇宙組成）。
幽芳（Yufua）
必殺技：飢餓的吐息、餓狼幻襲拳、餓狼幻襲牙、餓狼羽扇刃
掌管飢餓的裏莫斯的邪精靈，真實身分是小熊座 星曉玲的朋友幽芳。
過去和曉玲一起在武漢雜技團修練，但是曉玲得到聖學院的邀請後離開雜技團被周圍的人給排擠，在一次訓練中因事故而亡受到厄里斯的蠱惑轉生成高等的邪精靈。最初想要殺曉玲卻覺得她的實力不佳而主動撤退。後在曉玲前往飢餓之森尋找簪子的過程中阻攔爆發兩種形態，但仍被曉玲打敗靠她的簪子的力量下而解脱。

### 奧林匹克之眾神
司掌『月亮』的女神 月之女神 阿尔忒弥斯（Artemis）
奧林匹克之眾神之一，雅典娜的姐姐。月衛士的首領。據說對方只對純潔的少女很友善。
月之神殿的守護者，非常很關注著即將降生於陸地的雅典娜 城戶沙織的成長，也對企圖用彗星「雷帕魯斯（Repulse）」的引導下再次襲擊地球為大地帶來流血般的混亂的紛爭女神 厄里斯對陸地製造紛亂的行徑相當惱怒。為了測試請求相助的聖鬥少女的北冕座 卡提亞與仙后座 艾薾達是否對妹妹雅典娜有著真心的效忠力，於是命令卡利斯托測試兩人。在卡提亞通過考驗下接見她將裝有附加自己的神力的“黃金之簪”和“月之羽衣”的寶盒交給對方。

##### 月衛士
阿尔忒弥斯军麾下的戰士，女性皆多。護衛著月之神殿。
月之侍女 卡利斯托（Callisto）
武器：權杖與弓箭
月之女神 阿尔忒弥斯的侍女長、统括月衛士的存在。曾將突然現身的巨蟹座 迪斯馬斯克給逐出神殿。
在呵退眾多月衞士並在北冕座 卡提亞與仙后座 艾薾達面前現身。因而發現兩人的內心不純潔也對男性有污穢的渴望，因此用箭射穿卡提亞與艾薾達的胸膛將她們給分開囚禁，並且只要她們能祛除內心的不潔之物就准許對方與阿尔忒弥斯見面。當卡提亞通過考驗後帶她接見阿尔忒弥斯並告誡她不要辜負十分關注雅典娜的將來的阿尔忒弥斯的期待。
呂託斯（Lythos）
頑皮又耍嘴的月衞士，比其他月衞士強許多，不過仍被仙后座 艾薾達給輕鬆制服。
曾偷偷去探望被囚禁的艾爾達並告訴她只要祛除內心的不潔之物就能離開，目睹巨蟹座 迪斯馬斯克從艾爾達的身上冒出來的一幕向其攻擊，險遭對方的攻擊時被艾爾達所救，之後把艾爾達給釋放出來。
月之魔女 赫卡忒（Hecate）
月之魔女，曾在呂託斯想要救助仙后座 艾薾達時要她獻出十年的壽命作為交易並將信使之神 荷米斯的飛天羽靴送給對方。
月衞士
從屬月神的女性戰士們。帶着兔耳形狀的頭飾。即使戰鬥力都不強卻為了忠誠於月神而盡心掃除企圖闖入月之神殿的侵入者。劇中攻擊前往月之神殿的聖鬥少女的北冕座 卡提亞與仙后座 艾薾達卻反被她們給輕易制服。

### 其他
城戶 光政（Kido Mitsumasa）
古拉杜財團的上任統帥，沙織的義祖父。在其彌留之際，告知沙織她是雅典娜的事實，並囑咐她要和聚集在她身邊的人一起對抗世上的邪惡之神隨後去世。
辰巳 德丸（Tatsumi Tokumaru，聲：江川央生（日本）；劉昭文（香港））
城戶家的管家，一直忠心於城戶光政和沙織。
留美（Rumi，聲：大橋彩香（日本）；葉曉欣（香港））
翔子的同學，不知道翔子的秘密身份是聖鬥少女。
翔子的養父（聲：間宮康弘（日本）；葉振聲（香港））
兩星道場的主人，獨力養大翔子兩姊妹。其真實身分是辰巳德丸的親弟。
米萊（Mirai，聲：金田晶（日本）；胡家豪（香港））
瑪尤拉的徒弟。活泼开朗的性格。很照顾修行中的翔子。小犬座青铜圣斗士。雖然懂得小宇宙，但尚未成為聖鬥士。
希納特（Shinato，聲：渡邊明乃（日本）；廖杏茵（香港））
瑪尤拉的徒弟，平常作男性打扮，但實際為女性，性格比較慎重。很照顾修行中的翔子也長年追隨瑪尤拉。天燕座青铜圣斗士。雖然懂得小宇宙，但尚未成為聖鬥士。
水户（Mito，植竹香菜（日本））
圣学院的教官。當學院遭受巨蟹座 迪斯馬斯克的襲擊與毀滅時身受重傷，臨終時要求前來現場的在仙后座 艾薾達離開學院。
邪蛇（聲：太田哲治、日笠陽子（日本））

## 用語解說
- 聖鬥少女（Saintia）

專門侍奉、照顧及保護女神雅典娜的侍女兼聖鬥士，能不必戴上面具，保留女性的身分。是唯一有資格穿上月之羽衣和黃金髮簪、踏入神之領域的聖鬥士。
- 雅典娜超復甦(Athena Exresurrection)

聖鬥少女代代相傳的禁術。是以復活雅典娜的靈魂來換取所有被使用的聖鬥少女的生命。因此該招式是雅典娜不被准許的招式之一。
- 聖裝衣（Dress）

聖鬥少女真正的戰鬥服裝。據說這是聖鬥少女與雅典娜交心的證據。只有聖鬥少女跟雅典娜真正心意互通之時才會出現，翔子所穿的小馬座聖衣因為接觸雅典娜 城戶沙織的眼淚而進化為聖裝衣。
- 神的果實

據說是豐收女神 狄蜜特所栽培的神聖果實，位於希臘色薩利的「神聖森林」。據說是連神都可以治癒的秘藥。
- 古拉杜財團

城戶光政創立的財團，現由其養孫女城戶紗織（雅典娜）所繼承。
- 聖學院（Saint Academy）

專門栽培出聖鬥少女而建立的學院，位於瑞士阿爾卑斯山地區，表面上是古拉杜財團從世界各地挑選的獎學金生的教育機構，但實際上是培養聖鬥少女的機構。對於努力訓練的考生來說，想要成為修等候補生就要通過選拔考驗。當一名聖鬥少女候補生通過測驗、完成學院裡的所有試煉和課程後就會獲得聖衣，並作為正式的聖鬥少女「畢業」。劇中響子、美衣、曉鈴、艾薾達和卡提亞都是該學院的畢業生。但是 聖學院被聖域視為叛變組織而被巨蟹座黃金聖鬥士 迪斯馬斯克給毀滅。
- 黃金髮簪

由月之女神 阿尔忒弥斯所持有的神聖法器之一。其力量擁有震懾邪惡的力量。就像「月羽衣」一樣，如果由月女神認可的聖鬥少女以外的人使用就會失去效力。
- 月之羽衣

月之女神 阿尔忒弥斯所持有的神聖法器之一。其力量有能力保護佩戴它的聖鬥少女被同化為其的防護衣。此外佩戴它的人可以前往只有神靈才能進入的神之領域。
- 飛天羽靴

呂托斯所使用的金色鞋子。擁有飛行能力。
- 邪精靈（Dryad）

紛爭女神 厄里斯的僕從，多為女性，稱呼厄里斯為“母親大人”。邪精靈並不是人類，有是由人類的邪惡之心幻化為人形的説法。阿特自稱邪精靈“曾經是無限接近於神的存在”。（所有邪精靈中，艾默妮和瑪尼亞較弱；其餘幾位實力高於少女，對上黃金聖鬥士則完全不是對手）
邪精靈可以通過釋放邪惡種子來誘惑凡人變成邪靈士，並操控他們製造紛爭。目前展露真實身份的邪精靈有：復仇之奈帕伊(在黃泉比良坂被複活的巨蟹座迪斯馬斯克秒殺。因迪斯馬斯克擁有直接殺死靈魂的能力，是邪精靈的剋星，可以真正地將其殺死)；遺忘的列蒂、殺戮的弗諾斯、破滅的阿特、瘋狂的瑪尼亞、惡意的艾默妮、無序的迪斯諾美亞、格鬥的休斯密涅、飢餓的裏莫斯、誓言的(還有埃宋和裏格爾)。
- 邪靈士（Ghost）

紛爭女神 厄里斯的手下，地位比邪精靈低，大部分是被邪惡種子控制的普通人，也有獵户座這樣的例外。一旦被打敗或自己醒悟就會變成相應的植物而逝去。除了撒加和裏格爾之外的邪靈士的戰鬥力都很弱，青銅聖鬥士即可將他們秒殺。
邪精靈和邪靈士的優勢在於只要厄里斯沒有徹底被打到就可以無限復活，但是擁有直接抹殺靈魂能力的戰士（如迪斯馬斯克）可以將其殺害。
- 邪惡之種（Evil seed）

散發着誘人香氣的”紛爭的種子“。邪惡之種會偽裝出親友的外貌、聲音，釋放願望之毒，以“實現願望”為誘餌而扭曲人們的願望，將潛藏在人心底的邪惡放大，誘使凡人墮落為邪靈士。也曾經誘惑過翔子、卡提亞、艾爾達、迪斯馬斯克、撒加（邪惡人格）等聖鬥士，但大多以失敗而終，唯有撒加的邪惡人格為了自己的野望而選擇成為邪靈士。伊甸園、邪樹神殿這兩個新舊邪神據點都會鋪天蓋地般傳播邪惡種子。邪精靈也可以一對一把邪惡種子植入目標的身上。不過種子本身是脆弱的，迪斯馬斯克曾一擊消滅全部失去寄生體的邪惡種子。
- 伊甸園

位於聖域的東方，有一片曾經被稱為地上樂園的地方「伊甸園」，那是自神話時代起從未被玷污過的美麗的理想鄉，由神創造的最初的人類——亞當和夏娃，他們在蛇的挑唆下偷吃禁果因此失去了純潔，而從此被禁止踏入這個樂園。現已被非人的邪靈佔據成為紛爭女神 厄里斯的神殿，裏面有一顆戰爭大樹其中關著着即將成為厄里斯的人間體。後在厄里斯復甦時已經被搗毀。
- 邪樹神殿

紛爭女神 厄里斯再度復活後新的據點，懸浮在半空中向外界噴灑大量邪惡種子。其中心部分由變為邪靈士的撒加來鎮守，內部也有其他邪精靈以及各種陷阱。厄里斯本人就位於玉座之上。似乎她有着把邪樹神殿打造成“空中伊甸園”的想法。神殿的樹核已經被摧毀，其小宇宙都被撒加吸收。
- 天堂伊甸園

紛爭女神 厄里斯的最終大本營。
- 邪靈衣（Leaf）

根據艾默妮的説法，邪靈衣是“血之赤紅和暗之漆黑混合成深邃妖豔的紅色之衣，是厄里斯的僕從之證明”。邪精靈和邪靈士應該都有邪靈衣
- 狂鬥士

戰爭之神 阿瑞斯的僕從，目前有福波斯、德莫斯和哈爾摩尼亞（並非正式狂鬥士，但目前已經通過不明手段獲得鬥衣）。
- 鬥衣

狂鬥士的戰衣。

## 出版書籍
| 冊數 | 秋田書店       | 秋田書店               | 青文出版社    | 青文出版社             | 玉皇朝         | 玉皇朝                 | 封面人物                                                     |
| 冊數 | 發售日期       | ISBN                   | 發售日期      | ISBN                   | 發售日期       | ISBN                   | 封面人物                                                     |
| ---- | -------------- | ---------------------- | ------------- | ---------------------- | -------------- | ---------------------- | ------------------------------------------------------------ |
| 1    | 2013年12月6日  | ISBN 978-4-253-23593-8 | 2015年10月9日 | ISBN 471-8-016-01481-7 | 2017年5月13日  | ISBN 978-988-8436-21-7 | 小馬座翔子                                                   |
| 2    | 2014年6月20日  | ISBN 978-4-253-23594-5 | 2016年1月30日 | ISBN 471-8-016-01659-0 | 2017年5月13日  | ISBN 978-988-8436-22-4 | 小馬座翔子 城戶沙織（雅典娜）                                |
| 3    | 2014年10月20日 | ISBN 978-4-253-23593-8 | 2016年7月18日 | ISBN 471-8-016-01896-9 | 2017年7月25日  | ISBN 978-988-8436-39-2 | 小馬座翔子 天蠍座米羅                                        |
| 4    | 2015年2月20日  | ISBN 978-4-253-23594-5 | 2017年6月12日 | ISBN 471-8-016-02401-4 | 2017年9月2日   | ISBN 978-988-8436-50-7 | 小馬座翔子 天馬座星矢                                        |
| 5    | 2015年5月20日  | ISBN 978-4-253-23593-8 | 2017年11月4日 | ISBN 471-8-016-02670-4 | 2019年1月11日  | ISBN 978-988-8507-93-1 | 城戶沙織（雅典娜） 雙子座撒卡                                |
| 6    | 2015年10月20日 | ISBN 978-4-253-23594-5 | 2019年2月18日 | ISBN 978-986-3568-22-3 | 2019年2月26日  | ISBN 978-988-8507-94-8 | 小馬座翔子 城戶沙織（雅典娜） 響子（艾莉斯）                 |
| 7    | 2016年3月18日  | ISBN 978-4-253-23593-8 | 2019年4月1日  | ISBN 978-986-3568-83-4 | 2019年4月1日   | ISBN 978-988-8584-09-3 | 響子（艾莉斯） 天蠍座米羅 獅子座艾奧尼                       |
| 8    | 2016年6月8日   | ISBN 978-4-253-23594-5 |               |                        | 2019年5月4日   | ISBN 978-988-8584-34-5 | 小馬座翔子 雙子座撒卡                                        |
| 9    | 2016年12月20日 | ISBN 978-4-253-23593-8 |               |                        | 2019年6月3日   | ISBN 978-988-8584-35-2 | 小馬座翔子 海豚座美衣 北冕座卡提亞 小熊座星曉鈴 仙后座艾爾達 |
| 10   | 2017年8月18日  | ISBN 978-4-253-23602-7 |               |                        | 2019年6月29日  | ISBN 978-988-8584-40-6 | 小馬座翔子 響子（艾莉斯） 城戶沙織（雅典娜）                 |
| 11   | 2018年2月20日  | ISBN 978-4-253-23881-6 |               |                        | 2019年7月26日  | ISBN 978-988-8584-48-2 | 仙后座艾爾達 巨蟹座迪馬斯古                                  |
| 12   | 2018年12月20日 | ISBN 978-4-253-23882-3 |               |                        | 2019年8月30日  | ISBN 978-988-8584-49-9 | 北冕座卡提亞 雙子座撒卡                                      |
| 13   | 2019年8月20日  | ISBN 978-4-253-23883-0 |               |                        | 2019年10月25日 | ISBN 978-988-8584-73-4 | 小熊座星曉鈴 小馬座翔子                                      |
| 14   | 2020年9月17日  | ISBN 978-4-253-23884-7 |               |                        | 2021年7月31日  | ISBN 978-988-8742-60-8 | 城戶沙織（雅典娜） 海豚座美衣                                |
| 15   | 2021年4月20日  | ISBN 978-4-253-23885-4 |               |                        | 2021年9月18日  | ISBN 978-988-8742-61-5 | 雙子座撒卡                                                   |
| 16   | 2022年1月20日  | ISBN 978-4-253-23886-1 |               |                        | 2022年4月12日  | ISBN 978-988-8783-67-0 | 小馬座翔子 城戶沙織（雅典娜）                                |

## 電視動畫

### 製作團隊
- 原作 - 車田正美
- 作畫 - 久織ちまき
- 企劃 - 森下孝三
- 製作 - 鷲尾天、池澤良幸
- 系列監督 - 玉川真人
- 系列構成 - 高橋郁子
- 人物設計、總作畫監督 - 市川慶一、西野文那
- 設定顧問 - 佐々木憲世
- 美術設定 - 藤瀬智康
- 美術監督 - 市倉敬
- 色彩設計 - 村田恵里子
- 攝影監督 - 松井伸哉
- 音響監督 - 高寺雄
- 編輯 - 神宮司由美
- 音響效果 - 宅間麻姫
- 音樂 - 佐橋俊彦
- 片尾動畫 插圖 - 姫野美智
- 動畫製作人 - 吉本聰、依田一
- 製作人 - 安見香
- 候補製作人 - 桶原馨
- 企劃協力 - NEXT WING、森下誠、秋田書店「Champion RED」編輯部（小山芳弘、小林康毅、阿部知司）
- 動畫制作 - GONZO
- 企劃、製作 - 東映動畫

### 主題曲
片頭曲
作詞：森由里子，作曲、編曲：高梨康治，主唱：翔子（鈴木愛奈）、響子（M·A·O）、沙織（水瀨祈）、美衣（中島愛）
片尾曲 （第1話～第6話、第8話～第10話）
作詞：森由里子，作曲、編曲：片山修志，主唱：翔子（鈴木愛奈）、響子（M·A·O）
片尾曲 （第7話）
作詞：Funta7，作曲、編曲：藤澤健至，主唱：邪神厄里斯（M·A·O）

### 各話列表
| 話數 | 日文標題 | 中文標題                             | 香港標題                             | 劇本     | 分鏡                | 演出     | 作畫監督                                                     |
| ---- | -------- | ------------------------------------ | ------------------------------------ | -------- | ------------------- | -------- | ------------------------------------------------------------ |
| 1    |          | 宿命的姐妹！翔子與響子               | 宿命姐妹！翔子與響子                 | 高橋郁子 | 玉川真人            | 土屋康郎 | 西野文那                                                     |
| 2    |          | 各自的決意！女神與聖鬥少女           | 各自的決心，女神與聖鬥少女           | 高橋郁子 | 森本育郎            | 淺見松雄 | 白鳥弘公 小林一三                                            |
| 3    |          | 在黑暗中綻放！厄里斯的邪精靈們       | 在黑暗中盛放，艾莉斯的一眾邪精靈     | 山口亮太 | 玉川真人 杉村苑美   | 玉川真人 | 西野文那                                                     |
| 4    |          | 悲哀的再會！被隔斷的姐妹羈絆         | 悲哀的再會，被分隔的姐妹情           | 高橋郁子 | 玉川真人            | 玉川真人 | 山崎展義 西野文那                                            |
| 5    |          | 飛翔吧！就像天馬一樣                 | 飛翔吧，猶如天馬                     | 山口亮太 | 佐佐木憲世          | 又野弘道 | 西野文那 手島勇人                                            |
| 6    |          | 交織對立的靈魂！沙織vs教皇           | 相爭的靈魂，沙織對教皇               | 山口亮太 | 高橋敦史            | 又野弘道 | Kim Heekang Kim Daehoon 西野文那 信實節子                    |
| 7    |          | 十二宮的死鬥！恐怖邪靈的幻惑         | 十二宮的死鬥，恐怖的邪靈幻惑         | 山口亮太 | 佐佐木憲世          | 土屋康郎 | 西野文那 西位輝實 杉村苑美 山崎展義                          |
| 8    |          | 惡夢的激戰！燃燒的獅子之拳           | 惡夢的激戰！燃燒的獅子之拳           | 山口亮太 | 西田正義 佐佐木憲世 | 殿勝秀樹 | IM CHAE GIL PARK JAE SUK HA HYUNG DUK YEO JONG SIK           |
| 9    |          | 紛爭的旋渦！黃金的蘋果與獵戶座的獻身 | 紛爭的旋渦！黃金的蘋果與獵戶座的獻身 | 高橋郁子 | 佐佐木憲世          | 又野弘道 | 西野文那 瀨尾康博 杉村苑美 西位輝實                          |
| 10   |          | 光輝閃耀的少女們！在崇高祈禱的盡頭   | 光輝的少女們，崇高祈禱的終點         | 高橋郁子 | 玉川真人            | 玉川真人 | 西野文那 山崎展義 瀨尾康博 杉村苑美 西位輝實 染柄吉 熊田明子 |

### 播放電視台
| 配信日期                        | 配信時間                  | 配信網站                              | 備註                  |
| ------------------------------- | ------------------------- | ------------------------------------- | --------------------- |
| 2018年12月10日 - 2019年2月18日  | 星期一 19:00 更新         | SKY Perfec！Anime set for Prime Video |                       |
|                                 | 2018年12月10日 - 12月24日 |                                       | ANIMAX on PlayStation |
| 2019年1月8日停止服務 僅作為試映 |                           | 2019年1月5日 -                        | 待查                  |
| dAnimax                         |                           |                                       |                       |

| 星期一 19:00 - 19:30 | Animax | BS/CS放送 |

| 香港 J2 星期六 23:45－24:15 · 1月11日至2月1日改為星期六 24:00－24:35 · 2月8日至2月29日改為星期六 23:55－24:25 · 1月25日暫停播映 | 香港 J2 星期六 23:45－24:15 · 1月11日至2月1日改為星期六 24:00－24:35 · 2月8日至2月29日改為星期六 23:55－24:25 · 1月25日暫停播映 | 香港 J2 星期六 23:45－24:15 · 1月11日至2月1日改為星期六 24:00－24:35 · 2月8日至2月29日改為星期六 23:55－24:25 · 1月25日暫停播映 |
| --- | --- | --- |
| | 聖鬥少女翔 （2019年12月28日－2020年3月7日）                                                                                     | |
| LET'S GO! 登山少女 第三輯，第6－13集 （2019年12月14日－12月22日 星期六、日 23:45－24:20）                                       | FAIRY TAIL魔導少年 VI | |
| 香港 J2 星期日 01:30－02:30 · 5月8日 01:40 - 02:35                                                                              | | |
| FAIRY TAIL魔導少年 VI 重播 （星期六、日）陀地外國人 （星期日） 【動畫時段取消】                                                 | 聖鬥少女翔 重播 （2022年5月1日－5月29日）                                                                                       | 幫緊你醫緊你 【動畫時段取消】                                                                                                   |

| 臺灣 FOX Movies 星期一至四 19:00 - 21:00（四集連播） · 9月10日 20:00 - 21:00 | 臺灣 FOX Movies 星期一至四 19:00 - 21:00（四集連播） · 9月10日 20:00 - 21:00 | 臺灣 FOX Movies 星期一至四 19:00 - 21:00（四集連播） · 9月10日 20:00 - 21:00 |
| ---------------------------------------------------------------------------- | ---------------------------------------------------------------------------- | ---------------------------------------------------------------------------- |
|                                                                              | 聖鬥士星矢 聖鬥少女翔 （2020年9月8日－2020年9月10日）                        |                                                                              |
| 聖鬥士星矢 黃金魂 （2020年9月1日－2020年9月7日）                             | 機甲拳擊 （2020年9月14日－2020年9月21日）                                    |                                                                              |

| 臺灣 愛爾達綜合台 星期六、日 23:00 - 00:00（兩集連播） | 臺灣 愛爾達綜合台 星期六、日 23:00 - 00:00（兩集連播） | 臺灣 愛爾達綜合台 星期六、日 23:00 - 00:00（兩集連播） |
| ------------------------------------------------------ | ------------------------------------------------------ | ------------------------------------------------------ |
|                                                        | 聖鬥士星矢 Saintia翔 （2024年1月6日—2024年1月20日）    |                                                        |
| 蜡笔小新（重播）                                       | 蜡笔小新（重播）                                       |                                                        |

## 外部連結
- 聖鬥士星矢 聖鬥少女翔 在秋田書店的頁面 （页面存档备份，存于）（日語）
- 聖鬥士星矢 聖鬥少女翔 電視動畫官網 （页面存档备份，存于）（日語）